# Kanton Pacy-sur-Eure
Kanton Pacy-sur-Eure (fr. Canton de Pacy-sur-Eure) je francouzský kanton v departementu Eure v regionu Horní Normandie. Skládá se z 23 obcí.

## Obce kantonu
- Aigleville
- Boisset-les-Prévanches
- Boncourt
- Breuilpont
- Bueil
- Caillouet-Orgeville
- Chaignes
- Cierrey
- Le Cormier
- Croisy-sur-Eure
- Fains
- Gadencourt
- Hardencourt-Cocherel
- Hécourt
- Ménilles
- Merey
- Neuilly
- Pacy-sur-Eure
- Le Plessis-Hébert
- Saint-Aquilin-de-Pacy
- Vaux-sur-Eure
- Villegats
- Villiers-en-Désœuvre